# The Last Record Album
The Last Record Album è il quinto album in studio del gruppo musicale statunitense Little Feat, pubblicato nel 1975.

## Tracce
Side 1
1. Romance Dance (Barrère, Gradney, Payne) – 3:49
2. All That You Dream (Barrère, Payne) – 3:52
3. Long Distance Love (George) – 2:43
4. Day or Night (Payne, Fran Tate) – 6:24

Side 2
1. One Love Stand (Barrère, Gradney, Payne) – 4:26
2. Down Below the Borderline (George) – 3:41
3. Somebody's Leavin' (Payne) – 5:07
4. Mercenary Territory (George, Hayward, Elizabeth George) – 4:27

## Formazione
- Paul Barrère - chitarra, voce (1, 4)
- Sam Clayton - congas
- Lowell George - voce (2, 3, 5, 6, 8), chitarra
- Kenny Gradney - basso
- Richard Hayward - batteria, voce
- Bill Payne - tastiera, sintetizzatore, voce (1, 4, 7)
- John Hall - chitarra (2)
- Linda Ronstadt - cori (2)
- Valerie Carter - cori (3, 5)
- Fran Tate - cori (3, 5)